# Marcus Gallius
Marcus Gallius was een zoon van Quintus Gallius.
Hij wordt een man van praetorische rang genoemd, maar het jaar waarin hij praetor was is onduidelijk (44 v.Chr. of vroeger?). Hij behoorde tot de factie van Marcus Antonius, wie hij bijstond in de Slag bij Mutina in 43 v.Chr. Hij lijkt dezelfde senator te zijn geweest als de Marcus Gallius, door wie Tiberius, in zijn jeugd, werd geadopteerd, en die hem een groot erfenis naliet, hoewel Tiberius nadien de naam van zijn adoptievader liet vallen.

## Antieke bronnen
- Cic., ad Att. X 15, XI 20, Philip. XIII 12.
- Suet., Tib. 6.3.

## Referentie
- W. Smith, art. Gallius (2), in W. Smith (ed.), A dictionary of Greek and Roman biography and mythology, II, Boston, 1867, p. 221.
- K-L. Elvers, art. Gallius, M. (1), in NP 4 (1998).

## Verder lezen
- C.J. Simpson, Tiberius' adoption by M. Gallius and the elder Drusus' change in praenomen, in LCM [Liverpool Classical Monthly] 18 (1993), pp. 154-155.